# Christine King Farris

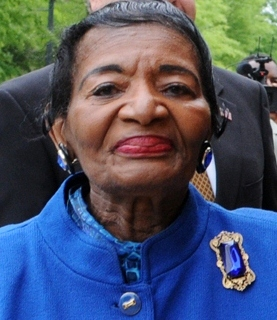
Christine King Farris (2011)

Willie Christine King Farris (* 11. September 1927 in Atlanta, Georgia, USA; † 29. Juni 2023 ebenda), älteste Schwester von Martin Luther King, war eine afroamerikanische Lehrerin, Menschenrechtsaktivistin und Buchautorin. Sie unterrichtete am Spelman College, schrieb mehrere Bücher und war als Sprecherin für verschiedene Themen aktiv. Zu ihren Themen gehörten unter anderem ihre Familie, multikulturelles Erziehen und das Unterrichten an sich.

## Leben
King Farris war das erste Kind von Martin Luther King Senior und Alberta Williams und die Schwester von Martin Luther King und Alfred Daniel Williams King. Sie und ihrer Brüder verbrachten ihre ersten Jahre bei ihrem Großvater Adam Daniel Williams, der jedoch am 21. März 1931 verstarb. Am 19. August 1960 heiratete sie Isaac Newton Farris, mit dem sie zwei Kinder hatte: Isaac Newton Farris jr. und Angela Christine Farris Watkins.
Wie ihre Mutter und Großmutter besuchte King Farris das Spelman College in Atlanta, wo sie 1948 den Bachelor Im Fach Wirtschaftswissenschaften erhielt. Sie hatte ursprünglich vor ihre Studien in der University of Georgia fortzuführen, allerdings wurden damals Afroamerikaner an der Universität nicht zugelassen. Daraufhin entschied sich King Farris für die Columbia University und erwarb dort 1950 ihren Master in „Sozialen Grundlagen der Bildung“. Im Jahr 1958 machte sie ihren zweiten Master im Fach Sonderpädagogik.
Ihre erste Tätigkeit als Lehrerin übte sie 1950 an der W.H. Crogman Elementary School in Atlanta aus. Die Schule hatte überwiegend Schüler aus schwarzen Familien mit einem niedrigen Einkommen. 1958 kehrte sie als Direktorin für das Freshman Reading Program an das Spelman College zurück. Als sie 2014 in den Ruhestand ging, war sie 48 Jahre lang Professorin am Learning Resources Center gewesen.

## Engagement und Tod
King Farris war vielseitig in der Öffentlichkeit tätig. So war sie langjährige Vorsitzende und Schatzmeisterin für das King Center for Nonviolent Social Change. Dieses wurde von Coretta Scott King 1968 gestiftet. Grund dafür war die Ermordung ihres Mannes im selben Jahr. Dazu war sie mehrere Jahre für die International Reading Association und einzelne Kirchen und zivile Organisationen aktiv, zum Beispiel das National Association for the Advancement of Colored und das Southern Christian Leadership Conference. Neben ihrer Tätigkeit als Lehrerin veröffentlichte sie mehrere Bücher über unterschiedliche Themen, von Kinderbüchern wie My Brother Martin angefangen bis zu ihrer Autobiographie Through It All: Reflections on My Life, My Family, and My Faith.
Der Familienanwalt von King Farris, Antavius Weems, gab bekannt, dass sie am 29. Juni 2023 im Alter von 95 Jahren verstarb.

## Schriften (Auswahl)
- My brother Martin. A sister remembers growing up with the Rev. Dr. Martin Luther King, Jr. Simon & Schuster Books for Young Readers, New York 2003, ISBN 0-689-84388-7.
- March on! The day my brother Martin changed the world. Scholastic Press, New York 2008, ISBN 978-0-545-03537-8.